# Pius Keller

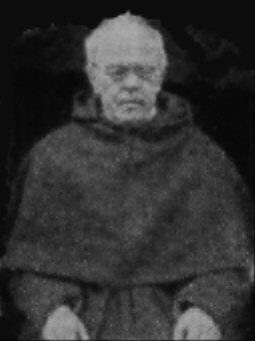
Pius Keller

Pius Keller (* 30. September 1825 in Ballingshausen; † 15. März 1904 in Münnerstadt) war ein deutscher Augustiner-Eremit. Er gilt als Restaurator des Augustinerordens in Deutschland.

## Leben
Pius Keller wuchs als Sohn einfacher Bauern in Unterfranken auf. Wegen seiner großen intellektuellen Begabung wurde ihm von der Kirche eine höhere Schulausbildung ermöglicht. Kurz nach seiner Priesterweihe trat er 1849 in den Augustinerorden ein. Bereits 1853 wurde er zum Prior des Klosters Münnerstadt gewählt. Pius Keller nahm insgesamt 53 Jahre lang als Prior, Generalkommissär und Provinzial Leitungsaufgaben in seinem Orden wahr. Auf sein Engagement hin konnte die bayerisch-deutsche Augustinerprovinz wieder errichtet werden. Ordensintern setzte er eine Verbesserung der klösterlichen Disziplin durch.

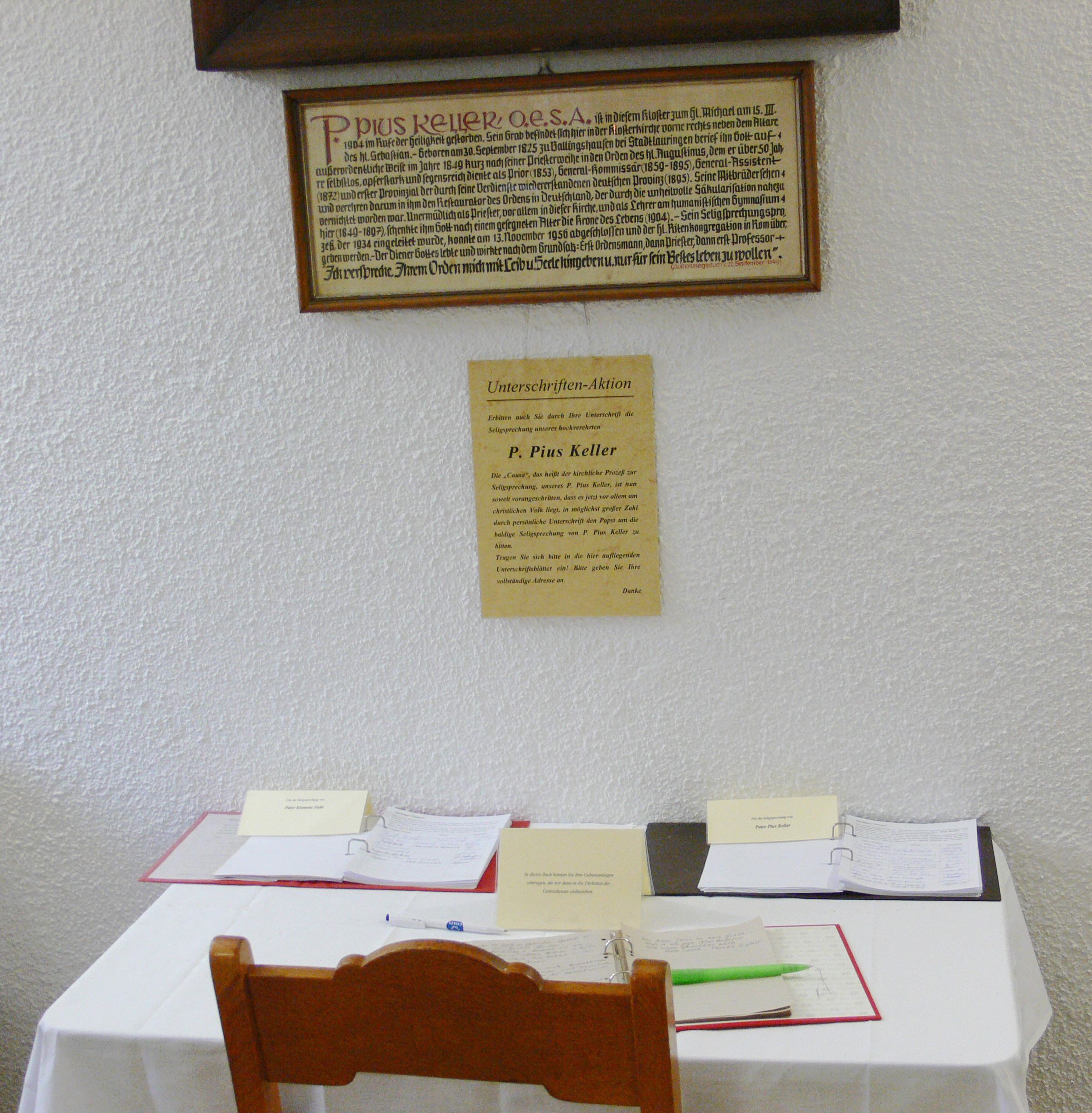
Unterschriftenliste zur Unterstützung der Seligsprechung Pius Kellers im Augustinerkloster Münnerstadt

Pius Keller war nach Berichten von Zeitzeugen ein begabter Prediger mit einer tiefen Liebe zur sakramentalen Beichte und stand schon zu Lebzeiten im Ruf der Heiligkeit. Er starb am 15. März 1904 in Münnerstadt und wurde in der dortigen Klosterkirche beigesetzt.

## Seligsprechungsprozess
Das Bistum Würzburg eröffnete im Januar 1934 den Seligsprechungsprozess. Im Juli 2008 stellte Papst Benedikt XVI. den heroischen Tugendgrad von Pius Keller fest.